# سیارک ۱۰۰۴

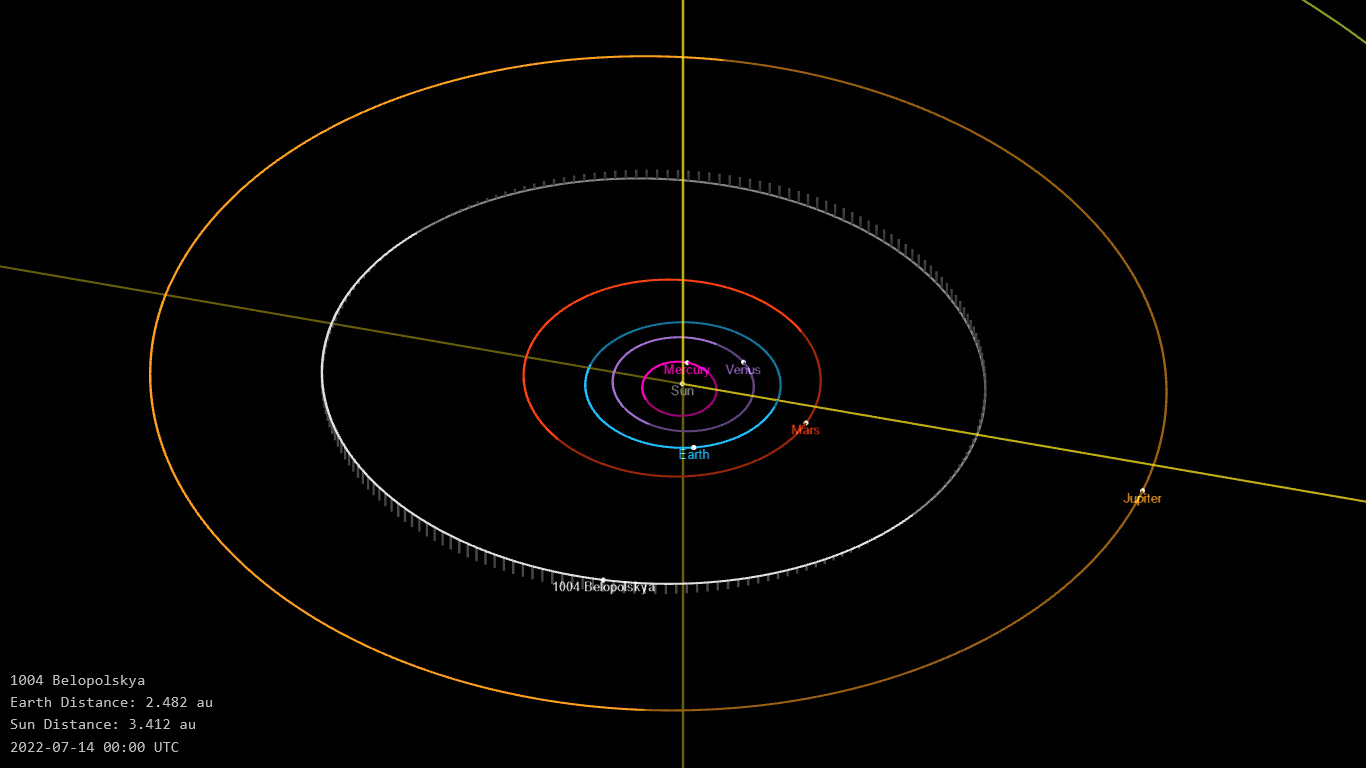
نمایی از محل قرارگیری سیارک ۱۰۰۴ در مدار – ۲۰۲۲

سیارک ۱۰۰۴ (به انگلیسی: 1004 Belopolskya، نامگذاری:1923OS) هزار و چهارمین سیارک کشف شده‌است که در ۵ سپتامبر ۱۹۲۳ و در رصدخانه سایمیز کشف شد.
قدر مطلق سیارک برابر ۹٫۹۹ است.